# یولیوس دورپمولر
یولیوس هاینریخ دورپمولر (به آلمانی: Julius Heinrich Dorpmueller) (زاده ۲۴ ژوئیه ۱۸۶۹ – درگذشته ۵ ژوئیه ۱۹۴۵) وزیر حمل و نقل آلمان نازی بین سال‌های ۱۹۳۷ تا ۱۹۴۵ بود.